# Šu Kurata
Šu Kurata (japonsko 倉田 秋), japonski nogometaš, * 26. november 1988.
Za japonsko reprezentanco je odigral devet uradnih tekem.